# Dopaść Ediego
Dopaść Ediego (oryg. Eddie Macon's Run) – film z 1983 roku w reżyserii Jeffa Kanewa na podstawie powieści Jamesa McLendona.

## Obsada
- Todd Allen – Desk Sergeant
- Kirk Douglas – Carl Marzack
- John Schneider – Eddie Macon
- Lisa Dunsheath – Kay Potts
- Lee Purcell – Jilly Buck
- Leah Ayres – Chris Macon
- Tom Noonan – Daryl Potts